# Hjärtgrynsnäcka
Hjärtgrynsnäcka (Vertigo antivertigo) är en snäckart som först beskrevs av Draparnaud 1801.  Hjärtgrynsnäcka ingår i släktet Vertigo, och familjen grynsnäckor. Arten är reproducerande i Sverige.

## Bildgalleri

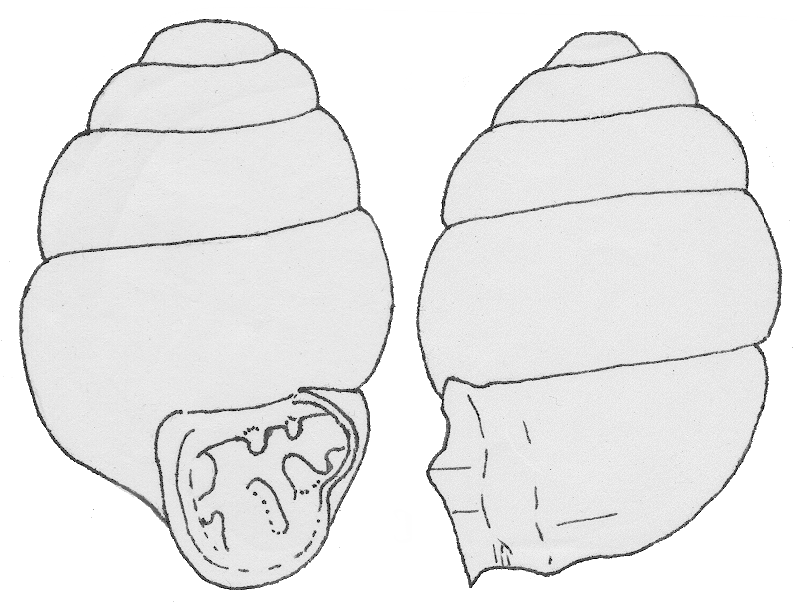
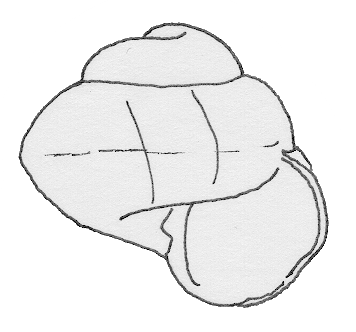
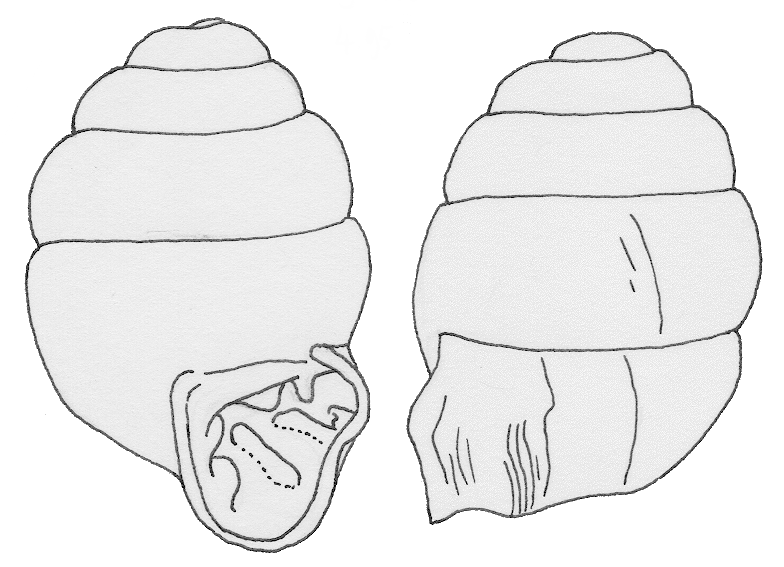
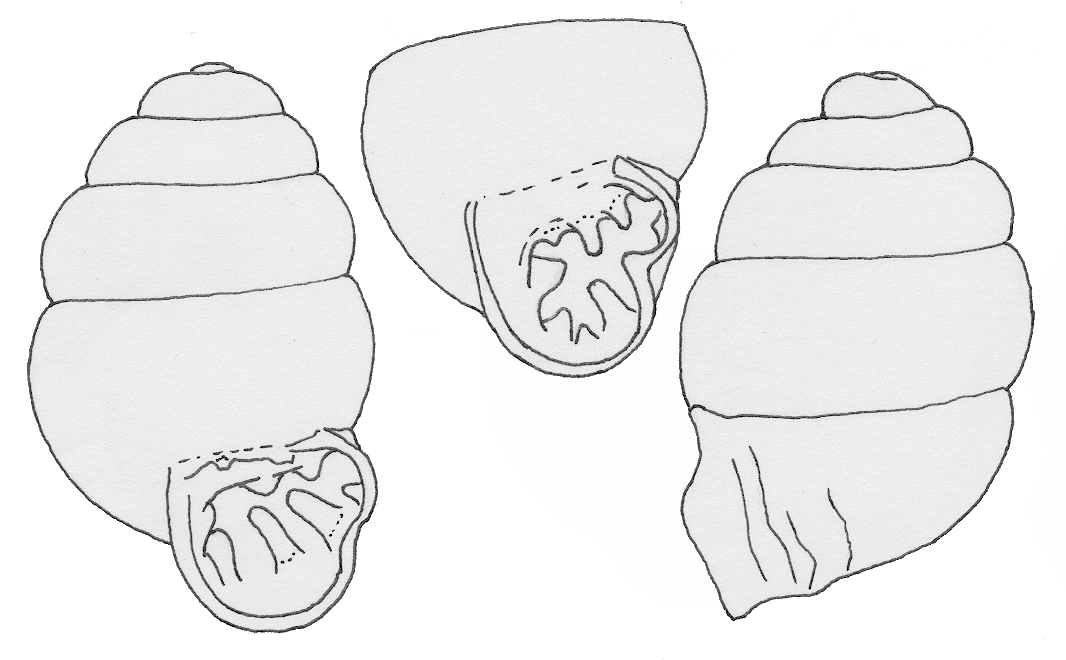